# ابروکا
ابروکا (به لاتین: Abruka) یک جزیره در استونی است که در saare county واقع شده‌است.

## خصوصیات
ابروکا ۱۰٫۱ کیلومترمربع مساحت و ۳۳ نفر جمعیت دارد.

## نگارخانه

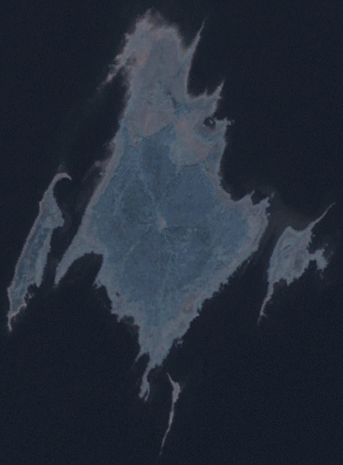
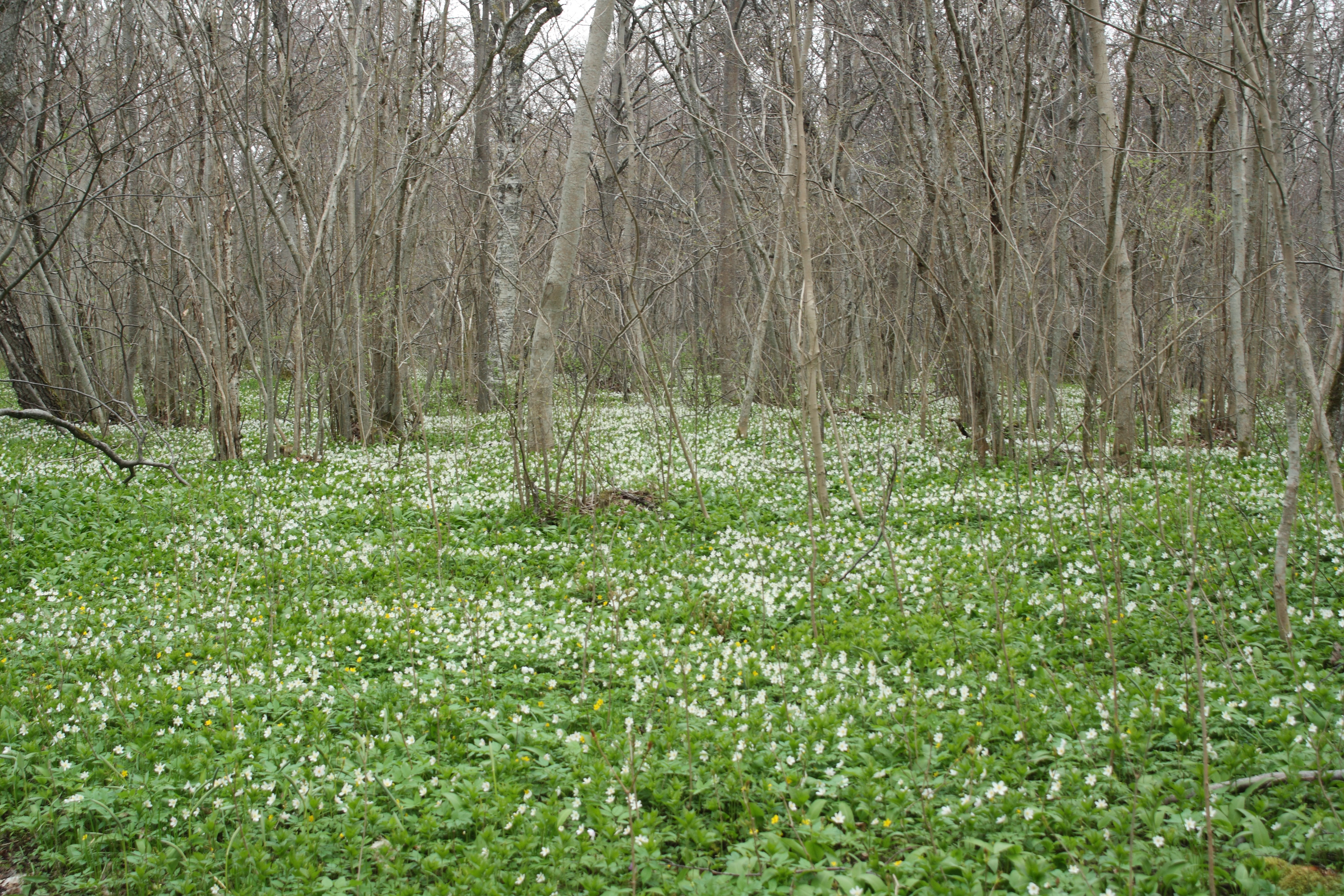
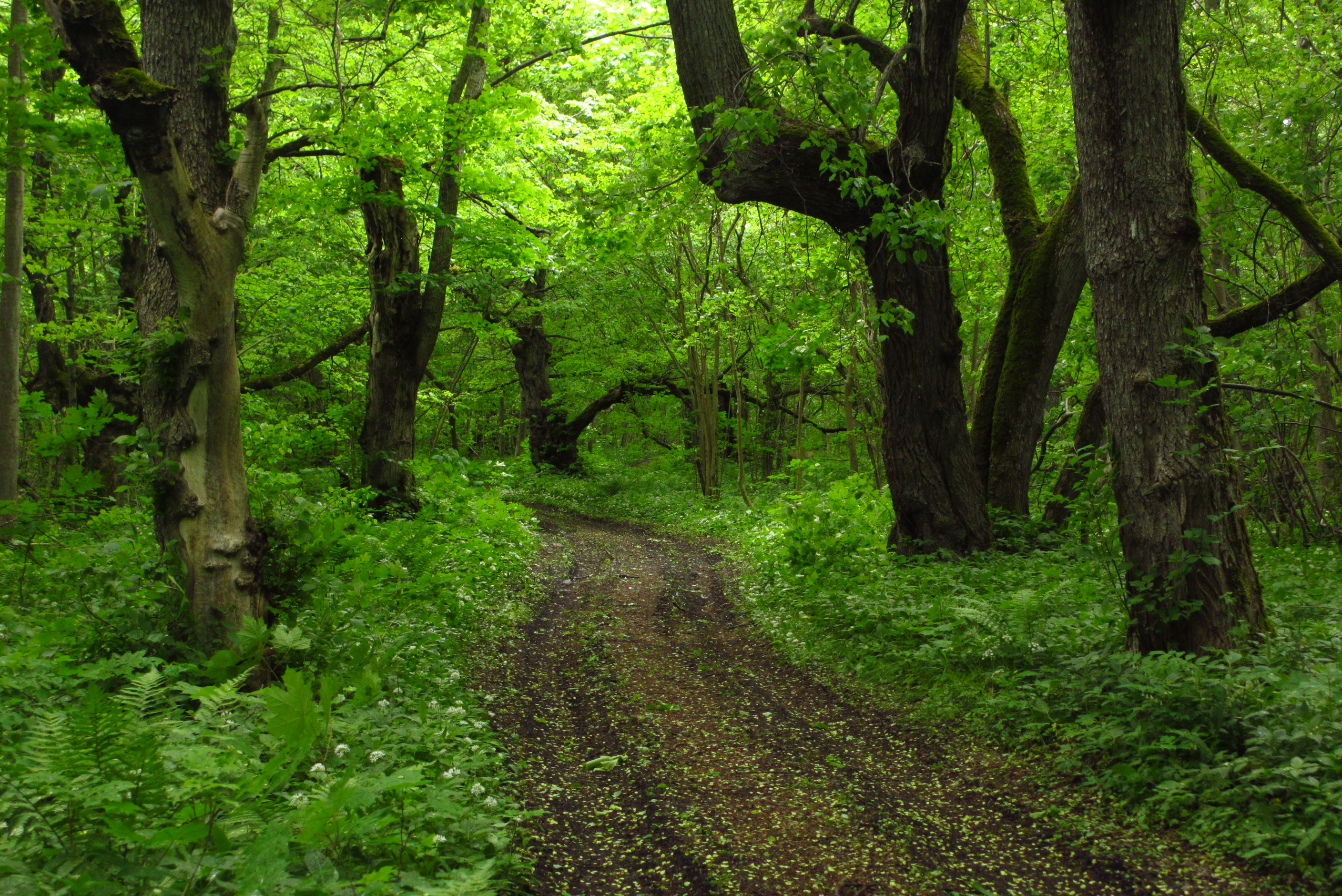
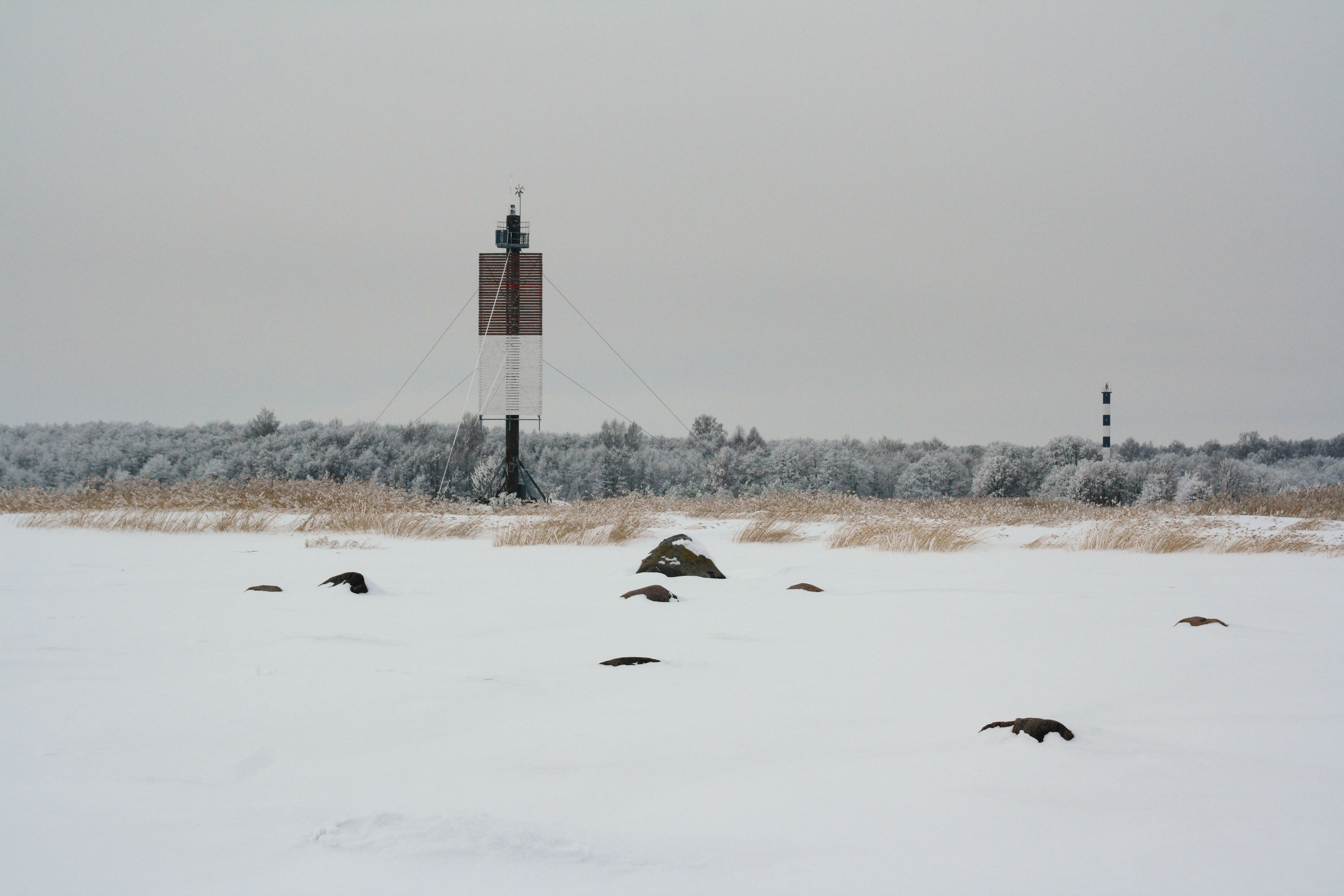